# Ateuchus balthasari
Ateuchus balthasari är en skalbaggsart som beskrevs av Martinez 1952. Ateuchus balthasari ingår i släktet Ateuchus och familjen bladhorningar. Inga underarter finns listade.